# Teshuvá
Teshuvá (en hebreo תשובה, literalmente retorno) es la práctica de volver a los orígenes del judaísmo. También posee el sentido de arrepentirse de los pecados propios de una forma profunda y sincera. Aquel que pasa por el proceso de teshuvá con éxito es llamado baal teshuvá (בעל תשובה). Cuando se analiza la palabra con el sentido de "arrepentirse", esta consiste en un proceso en el cual la persona judía identifica las áreas en las cuales se encuentra débil, examina sus actitudes y controla sus deseos e instintos que lo desvían del camino de Dios, retornando así a su Creador y Dios, Elohim.
Teshuvá es el retorno al “Yo” original, las actitudes malas de las personas son un ocultamiento de su alma verdadera.

## Talmud y Torá
El fundamento de la Teshuvá preexistió la creación misma.
En el pensamiento primordial de Dios, en el momento de la creación, habría creado el mundo con Midat Hadin, con juicio; posteriormente Hashem decidió agregar Midat harajamim, según la misericordia y la bondad. El Gur Aryeh enseña: "por suerte es el que puede proceder con Midat Hadin ya que es la condición ideal porque Midat Harajamim se refiere a una condición en el pecado, incluso cuando es provisional"

## Proceso de Teshuvá
Todos los judíos se definen como Tzadikim y Jasidim: solo aquellos que realmente tienen pietas para sí mismos, es decir Jesed, pueden entender la verdad de Teshuvá; de las pietas, del amor por uno mismo, el amor por todos los demás judíos y por todo el pueblo judío surge de inmediato en cada judío... En consecuencia, uno reflexiona sobre Dios, uno se vuelve hacia Él pidiendo perdón y, por lo tanto, otras peticiones, alabanzas y promesas para la Torá y su propia identidad religiosa judía: de ahí la irreprochable devoción religiosa judía, en otras palabras llamada responsabilidad como un ser humano renovado.
El proceso de Teshuvá consiste en:
1. Arrepentimiento.
2. Cesación.
3. Confesión.
4. Resolución.

La Teshuvá de cada persona varía en su forma de ser y según como la persona se sienta en relación con el judaísmo.

### Arrepentimiento
Literalmente es el retorno a Dios después de haberse apartado de las enseñanzas de la Torá. El arrepentimiento en la Teshuvá es un autoconocimiento positivo de los errores del judío, y la conciencia de que a pesar de mantener una esencia pura, se ha fallado en cumplir con lo que se espera de él.

### Cesación
La cesación es la etapa donde el judío se detiene en sus malos hábitos, deja sus pecados atrás y comienza a buscar una nueva forma de actuar.

### Confesión
Es admitir los errores de una manera humilde y de estar afligidos según la Torá, con una actitud sincera.

### Resolución
La resolución es determinar no volver a cometer los errores pasados.

#### Antes de morir
Incluso si una persona es considerada pecadora y se arrepiente poco antes de su muerte, sus pecados son expiados y la Teshuvá se cumple.

### Pecados involuntarios
Aunque los pecados involuntarios son tales, cada judío tiene la obligación de expiarlos; la Teshuvá de los pecados involuntarios permite comprender que uno siempre es responsable de las propias acciones, incluso involuntarias, con la conclusión de que uno debe armarse con sabiduría, vigilancia y celo valiente ya a priori para evitar incluso situaciones con causas externas, ya sea debido a otras personas o no.
Aunque existe el precepto hebreo de que la Torá debe estudiarse a lo largo de la vida, quizás abundantemente todos los días, como el pacto entre Dios e Israel cada judío vive y continuamente razona al respecto espontáneamente: la Torá es innata a cada judío intrínsecamente. De esto deducimos que los judíos perciben conscientemente tanto las situaciones peligrosas que podrían conducir a los pecados como cualquier ocasión favorable y positiva que podría conducir a la confirmación de la fe en Dios y de la unidad de todo el pueblo judío, fraternalmente y alegremente.

#### Buenas noticias
Incluso hay casos raros en los que los judíos, perplejos, no saben cómo considerar un episodio, un intención o diversas acciones: en general, en la mayoría de los casos como estos, no son culpables, de hecho, esto se debe a un exceso de celo en las Middot; sin embargo, solo más tarde se revelan las cosas en sus detalles veraces, por lo tanto, la mayoría de las veces con buenas noticias, la causa de la emoción profunda.

### Idolatría, asesinato y sexualidad
Los judíos a veces se veían obligados a ceder a pecados menores debido a obligaciones amenazantes: si no hubieran cedido, evidentemente habrían sido conducidos violentamente a pecados más graves; en la Mishnah esto no indica debilidad debido a la falta de coraje, de hecho, todo judío está obligado a buscar la muerte de cualquier manera en caso de que exista el riesgo de que se vea obligado a ser forzado a la idolatría, el asesinato y las transgresiones sexuales.

## Enfermedad y Teshuvá
Esta es una parte de una historia sobre el Baal Shem Tov, quien visitó a un judío cuya enfermedad no era curable incluso para la medicina: gracias al Rebe se recuperó e inmediatamente se levantó de la cama, se sentó con su familia, sonrió y habló sin dificultad. ... Justo antes de que apenas pudiera respirar.

## Teshuvá en la Torá
En el contexto de la literatura bíblica, la Teshuvá se presenta como un requisito fundamental del cual depende la salvación tanto colectiva como individual.

### Impedimento de la Teshuvá
La Torá y sus comentarios muestran que la Teshuvá es el encuentro del penitente con Dios, lo que significa que el deseo y la voluntad de volver a la verdad y seguir los principios, los preceptos y el camino de Dios son buscados y percibidos tanto por el ser humano como propio por Dios, los dos, por lo tanto, reunidos en pureza y verdad: este es el camino de los virtuosos. Pero quien insista en pecar (sin la mínima intención o la conciencia y el temor de Dios por una Teshuvá completa) incluso vanagloriándose con arrogancia de los caminos perversos, morirá sufriendo un castigo y una pena del Juez del mundo, que es Dios.
Hay personas para quienes la teshuvá es realmente imposible. Queriendo o no, la existencia de los malvados está destinada a perderse sin remedio: la grave advertencia, en la que consiste esto, se expresa explícitamente en la ventaja del Olam Haba en comparación con el "mundo material", es decir, con la espiritualidad con respecto a lo mundano, aunque con la era mesiánica.

## Armonía en la creación
La enseñanza del Maharal de Praga explica que "el hombre" hace Shalom entre los mundos. Rashi explica que sin "el hombre" habría habido tantos "celos", o una contradicción entre lo que se encuentra arriba y lo que se encuentra debajo, una verdadera oposición entre el cielo y la Tierra. De hecho, "el hombre" está formado por la tierra o por el soplo de vida de Dios. A través de la teshuvá se despierta la espiritualidad para que impregne aún más la materialidad. "El hombre" es el Mashiaj.

## Baal teshuvá
El término se ha referido históricamente a un judío que no ha guardado las prácticas judías, y que ha completado un proceso de introspección volviendo así al judaísmo y a la moralidad. En Israel se utiliza el término jozer beteshuva (חוזר בתשובה), literalmente "volver al arrepentimiento". Los judíos que adoptan la religión más tarde durante su vida también son conocidos como baalei teshuva o hozerim beteshuva.
Los pecados del hombre (aunque sean a conciencia), no lo castigan ni apartan. La Teshuvá puede vencer la decepción, transformar los malos hábitos innatos y resistir las debilidades y malos instintos.
El precursor del movimiento jasídico, el Baal Shem Tov (1698-1769), enseñaba que también el Jasid, un hombre estudioso y justo, debía realizar Teshuvá. Instruyó que el servicio del Tzadik debía radicar en un constante avance y progreso. Cada día la persona debe encontrarse en un escalón más cercano a Dios y mejorar sus acciones. Este es el impulso de la Teshuvá.
El sincero arrepentimiento por los errores del pasado, el deseo de mejorar el futuro, y la franca aspiración de retornar a Dios, deben convertirse en hechos consumados. La demostración del arrepentimiento, la sinceridad y la profundidad, tienen un efecto sobre la vida real. Solamente así, el hombre puede alcanzar la Teshuvá.

## Meta principal
En la religión judía por expiación nos referimos a todos los atributos de integridad incluidos en la santidad como se describe en toda la Torá. El "sello de la vida", por lo tanto, sugiere no solo alegría y pureza sino también meditada conciencia y esperanza en una perfección espiritual totalizadora.
Otro aspecto de la Teshuvá consiste en lograr la observancia completa de las Mitzvot y en una comprensión lúcida y profunda en el estudio de la Torá: de esta manera también son más simples las buenas acciones (Ghemilut Jasadim), así como cualquier diálogo religioso o interreligioso que luego se convierten en una forma de reconciliación.
"Ve-ShaVTa" (ושבת: Usted volveras...), "ShaBbaT" (שבת) y "TeShuVah" (תשובה): el mismo origen etimológico judío de las palabras nos permite comprender su significado. Dios ama al judío que "es despertado espiritualmente" por la Teshuvá. Shabat es entonces la calma, la tranquilidad y la paz después de la experiencia de los seis días laborables normales de la semana; el mundo venidero ('Olam haBa), lo que es todo bien, se compara con el Shabat del mundo material y la era mesiánica solo es posible con la Teshuvá. La Teshuvá es, por lo tanto, el verdadero comienzo de una vida llena de alegría, pureza, paz, fe y amor tanto para Dios como para el prójimo, por lo que no descuida absolutamente una participación en el mundo con una connotación de santidad difusa en todos los aspectos de la existencia.
Para alcanzar la expiación a través de la Teshuvá, cada judío debe enfrentar una fase intermedia de sufrimiento; este sufrimiento es obviamente proporcional a la capacidad del penitente. Sin embargo, la Teshuvá ciertamente termina con alegría y niveles espirituales, tal vez ni siquiera imaginados previamente. Incluso en la historia del pueblo judío, los períodos muy difíciles siempre se han resuelto de la mejor manera: la Torá Oral admite que la era mesiánica está precedida por un período catastrófico. Por lo tanto, la redención es común entre el sufrimiento de la Teshuvá y las dificultades casi insuperables de la historia.

### Moisés y Aarón: Tikun individual
Quien realiza la Teshuvá está sujeto a cambios tanto espirituales como físicos, obviamente con mayor fuerza y una especie de evolución en su propia natura como ser vivo. Moisés y Aarón también hicieron esta elevación: está escrito acerca de Moisés de su cabello que repentinamente se volvió blanco, mientras que Aarón fue uno de los primeros en hacer un Tikun individual.

## En la modernidad
Incluso la teología judía actual ha resuelto el dilema del pecado original. En vista del Tikún Olam, los eruditos judíos a menudo se han preguntado por qué Dios no creó el mundo y al hombre sin ninguna falta y, por supuesto, que no pecó: de ahí surge el argumento del libre albedrío; entonces, si es cierto que el objetivo final del hombre será un nivel en el que nunca más habrá pecado... ¿por qué Dios no estableció esta premisa desde el principio? La respuesta consiste en favorecer al hombre para obtener la mayor cantidad de bien. Además, dado que existen diferentes niveles incluso en el ámbito del bien solo, esto nos permite comprender cómo siempre ha sido necesaria la mejora para permitir a aquellos que fueron en un nivel superior para adaptarse a los demás para ayudarlos: dado el hecho reconocible de la existencia de cosas diferentes entre ellos y, por lo tanto, de diferentes grados, es necesario reconocer "un tipo de jerarquía" por el cual nos elevamos al reconocimiento de la fe en Dios, luego en el Mashiaj, en los profetas, en los sabios, etc.
Además del deseo de perfeccionar el mundo y sus criaturas, la región judía admite la necesidad de creer en la llegada del Mashíaj, honrar la verdad también con respeto a los sabios rectos y finalmente en el patriotismo por la Tierra de Israel. Estas Mitzvot son las premisas indispensables para la realización del Reino de Dios.

## Shoah y futuro
A través de una perspectiva histórico-trascendental, muchos eruditos o eruditos ordinarios han juzgado el período entre la Shoah y la reconstrucción de Israel como un pasaje redentor para todo el pueblo judío. Esto significa que, libremente como a veces en la antigüedad, las otras naciones del mundo también aceptan y permiten que los judíos elijan observar los principios dictados por su religión sin obstáculos ni controversias u hostilidad ... de hecho, incluso colaborando para un mundo mejor.

### Amor al prójimo
El Pirkei Avot establece que no quieren lo que usted no querría para usted con referencia a la intención y el comportamiento hacia los demás, nuestros vecinos. Además, la ayuda mutua ya se ha establecido con ese estrecho vínculo de afinidad y complicidad positiva tanto en la alegría como ante las dificultades existenciales o históricas: en el primer caso, la Torá admite que a menudo el judío puede soportar la opresión de un hermano propio, aunque el juicio real de Teshuvá, por ejemplo, depende cada vez de la misma persona que ha cometido alguna transgresión y quiere expiarla; en el segundo caso se admite que habla de una especie de 'Teshuvá colectiva': entre los muchos del último período histórico desde el nacimiento del Estado de Israel con 'el Retorno de muchos dentro del pueblo judío', también con la Aliá de grupos muy grandes, el evento más importante es sin duda el de la Shoah: aunque adquirió 'matices trágicos evidentes más allá de toda imaginación posible' dada la oscuridad del momento histórico, los judíos de ese período todavía lograron enfrentar esas dificultades máximas en plena conciencia, con coraje y determinación con 'una esperanza de hierro', nunca extinguida, de que pronto todo se resolvería con algo grandioso. Y así ha sido del comienzo de la modernidad hasta ahora: está claro que luego se unieron, ciertamente en una desgracia de guerra y en una crisis generalizada como nunca la hubo, con esa hermandad más allá de cualquier juicio posible, y de un tenue destello la civilización de hoy surgió.

### El Mashiaj ben David y el Tzadik oculto
Maimónides explica que el Mashiaj ben David morirá: aunque es solo un elemento casi como una advertencia contra las generaciones futuras en comparación con su tiempo, parece presagiar el destino adverso del Tzadik oculto, una concepción famosa en la filosofía jasídica; como Mashiaj ben David, parece obvio abarrotarlo, como dijo: quien sea cercano a él crecerá en sabiduría y riqueza. También es igualmente cierto que el pueblo judío asume el papel principal como el pueblo elegido, como se dijo: Israel, un pueblo único entre las Naciones, y nuevamente: un rey sin su pueblo... no tiene reino.
Aquí, por lo tanto, que las 7 caídas del Tzadik oculto corresponden al límite de muerte para Mashiaj ben David, con un marcado tono enfático con referencia al sufrimiento de un rey elegido por Dios y por su pueblo y por el trabajo impuesto.
En los salmos, David mismo anuncia: ¡¿y qué podría hacerme un hombre?! Además, incluso el primer patriarca judío Abraham fue sometido a muchas pruebas, como también Isaac, Jacob y muchos otros, incluso hasta al martirio, definido en la religión judía Kiddush Hashem.
Más allá de los dolores del Mashiaj ben David, una fundación de fe judía, un hecho sigue siendo firme y verdadero para todos los judíos de todos los tiempos: al final de los tiempos, inmediatamente en nuestros días, el Templo vendrá restablecido en Jerusalén con el imperecedero reinado de David, rey de Israel, el Mashiaj... y todo el pueblo de Israel con Dios de la eternidad de eternidad.